# Андска котка
Андската котка (Leopardus jacobita) е дребен хищник от семейство Коткови (Felidae).